# Vincenzo Peruggia
Vincenzo Pietro Peruggia (Dumenza, 8 ottobre 1881 – Saint-Maur-des-Fossés, 8 ottobre 1925) è stato un decoratore italiano, noto per aver trafugato la Gioconda di Leonardo Da Vinci dal Museo del Louvre nel 1911.
Peruggia si era nascosto in una stanzetta del Louvre e alla chiusura tolse la Gioconda dalla cornice e poi scappò da una porta sul retro che forzò con un coltellino. Gli impiegati pensarono in un primo tempo che il quadro l'avesse con sé il fotografo ufficiale, ma poi dovettero informare la polizia, che immediatamente cercò senza esito all'interno del museo, impiegando un certo tempo data la sua vastità. La notizia del furto fece scalpore e i giornali francesi si scatenarono in merito alle ipotesi sulla scomparsa del quadro: venne anche scritto fosse opera di un collezionista statunitense e che le sue intenzioni fossero di copiare il quadro, tenendo l'originale e mettendo nel museo una copia. Peruggia tenne con sé il quadro per due anni: egli avrebbe voluto vendere la Gioconda alla Galleria degli Uffizi per qualche milione di lire. Affermò inoltre che la sua era stata un'azione patriottica e che l'Italia avrebbe saputo valorizzare maggiormente l'opera.

## Biografia
Era originario di Trezzino, frazione di Dumenza, un paese del nord della provincia di Varese, vicino al confine con la Svizzera. Il padre Giacomo era muratore, mentre la madre Celeste si occupava dei lavori domestici e dei cinque figli: quattro maschi e una femmina. Appreso in giovane età il mestiere di imbianchino e verniciatore, seguì per lavoro il padre a Lione nel 1897. 
Essendo di costituzione gracile, nel 1901 venne riformato dal servizio di leva e nel 1907 emigrò in cerca di lavoro a Parigi, percorso già compiuto da altri emigranti italiani. Qui si ammalò di saturnismo, malattia dovuta all'intossicazione da piombo, metallo contenuto nelle vernici utilizzate dagli imbianchini. Vista la lontananza dall'Italia egli tenne contatti epistolari con la famiglia, alla quale inviava saltuariamente modiche somme di denaro. Assunto dalla ditta del signor Gobier, venne mandato con altri operai al Museo del Louvre con il compito di pulire quadri e ricoprirli con cristalli: in tale veste compì il suo furto la mattina del 21 agosto 1911. 
Il 5 giugno 1914 venne processato dal tribunale di Firenze, fu riconosciuto colpevole con le attenuanti e condannato a un anno e quindici giorni di prigione per furto aggravato. Questa pena fu ridotta in appello il 29 luglio a sette mesi e otto giorni di reclusione. Una volta scarcerato partecipò alla prima guerra mondiale e dopo la battaglia di Caporetto finì in un campo di prigionia austriaco. Dopo la fine della guerra, il 26 ottobre 1921, si sposò con Annunciata, di quindici anni più giovane. Poi tornò in Francia utilizzando un espediente: sui documenti per l'espatrio sostituì Vincenzo con Pietro, suo secondo nome. Si stabilì a Saint-Maur-des-Fossés, periferia di Parigi. Il 22 marzo 1924 nacque la sua unica figlia, Celestina, che ricordava come in paese da piccola la chiamassero "Giocondina", deceduta il 10 marzo 2011. 
Peruggia morì l'8 ottobre 1925, il giorno del suo 44º compleanno, a Saint-Maur-des-Fossés a causa di un infarto e fu sepolto nel cimitero Condé.

## Il furto dellaGioconda
Il furto avvenne verso le sette della mattina di lunedì 21 agosto 1911, giorno di chiusura del Louvre. Peruggia, entrato nel museo attraversando la porta Jean Goujon, usata di frequente dagli operai,  si diresse al Salon Carré senza che alcuna persona si accorgesse della sua presenza. Dopo aver staccato il quadro dalla parete, si diresse verso la scaletta della sala dei Sept Mètres liberandosi della cornice e del vetro. Giunto in un cortile interno poco frequentato si servì della giacca che indossava per avvolgere il quadro. Uscito dal museo senza essere fermato, salì sul primo autobus, ma si accorse di aver sbagliato direzione e così scese e si fece riportare a casa da una vettura, precisamente in rue de l'Hopital Saint-Louis, dove nascose la Gioconda. Dovendo tornare al lavoro, per giustificare il ritardo disse di essersi ubriacato il giorno precedente e di soffrirne ancora le conseguenze. Poiché la stanza nella quale viveva era molto umida e temendo che l'opera potesse danneggiarsi, Peruggia la affidò al compatriota Vincenzo Lancellotti, che abitava nello stesso stabile. Trascorso un mese, dopo aver realizzato una cassa in legno nella quale custodire il dipinto, lo riprese e lo tenne con sé.

### La scoperta del furto e le indagini
Il furto venne scoperto la mattina del giorno dopo, il 22 agosto: due artisti, Louis Béroud e Frederic Languillerme, si diressero al Louvre per imparare dai grandi maestri. Giunti nel salon Carré, si accorsero dell’assenza della Gioconda di Leonardo da Vinci e informarono il capo della sicurezza del museo, Monsieur Poupardin. In poco tempo nella sala si riunirono il direttore del Louvre Monsieur Homolle, il sottosegretario di Stato alle Belle Arti, il capo della polizia ed il prefetto di Parigi, Louis Lépine.
Vennero immediatamente bloccate le uscite, perquisiti i visitatori e si perlustrò l'intero museo: si ritrovarono la cornice e il vetro della Monna Lisa sulla scaletta della sala dei Sept Mètres e alla fine della rampa si scoprì che la porta a vetri era stata forzata ed era priva di pomello. Essendo quell'uscita frequentata dagli operai, la Gendarmeria pensò che il ladro si fosse mescolato a loro o fosse egli stesso un lavoratore, pertanto tutto il personale stabile venne interrogato. Nel frattempo fu lanciato un appello ai cittadini di Parigi e a chiunque avesse notato una persona sospetta in quei giorni nei pressi del Louvre. All'appello rispose un impiegato che riferì di aver notato un uomo che si allontanava dal Louvre il lunedì mattina e che gettava un oggetto in un fossato vicino alla strada: lì fu ritrovato il pomello mancante. Mentre fervevano le indagini, gli "Amici del Louvre" annunciarono una ricompensa di 25.000 franchi per chi avesse dato informazioni valide. Intanto il posto lasciato vuoto dalla Gioconda sulla parete del Louvre fu preso momentaneamente da un dipinto di Raffaello, il Ritratto di Baldassarre Castiglione. Furono erroneamente arrestati, come possibili complici, anche due giovani che sarebbero diventati famosi nei campi della scrittura e dell'arte: Guillaume Apollinaire e Pablo Picasso, i quali dimostrarono la loro estraneità ai fatti. Dopo aver escluso dalla responsabilità del furto il personale stabile del museo la gendarmeria si concentrò su muratori, decoratori e il personale assunto per breve periodo o per uno specifico incarico, tutte persone i cui dati erano riportati sul registro delle commesse. Anche Peruggia venne interrogato e la sua modesta stanza fu sottoposta a un'ispezione, che ebbe esito negativo poiché la Gioconda era nascosta in un apposito spazio ricavato sotto l'unico tavolo.

### Il ritrovamento
Peruggia, intanto, era riuscito a lasciare Parigi e dopo un lungo viaggio ritornò nel suo paese d’origine, Dumenza, sempre con la Gioconda appresso. 
Nell'autunno del 1913, il collezionista d'arte fiorentino Alfredo Geri decise di organizzare una mostra nella sua galleria chiedendo ai privati, tramite un annuncio sui giornali, di prestargli alcune opere. Tra le tante lettere giunte, una in particolare - proveniente da Parigi - conteneva una proposta per la vendita della Gioconda a patto che il capolavoro tornasse in Italia e fosse lì custodito. La lettera, inviata da Peruggia, era firmata dal fittizio Monsieur Léonard V. Consigliatosi con Giovanni Poggi, direttore della Regia Galleria di Firenze, Geri fissò un incontro con Monsieur Léonard l'11 dicembre 1913 in un albergo di Firenze. Si presentò con il direttore della galleria che, dopo aver visto il quadro, lo prese in custodia per esaminarlo. Peruggia fu arrestato il giorno seguente dai Carabinieri, i quali lo prelevarono direttamente dalla sua stanza d'albergo.

### Motivazioni
Alcuni hanno cercato di indagare le vere ragioni che portarono l'uomo a rubare il dipinto, ipotizzando anche un furto su commissione di un truffatore argentino, il marchese di Valfierno, che ne avrebbe volute vendere sei copie agli statunitensi. In realtà Peruggia affermò sempre di aver compiuto il furto per patriottismo, in quanto la visione su un opuscolo del Louvre di quadri italiani portati in Francia da Napoleone Bonaparte provocò in lui un senso di vendetta: voleva restituire all'Italia almeno uno di quei dipinti, non importava quale. Inizialmente aveva pensato alla Bella Giardiniera, ma le dimensioni esagerate del quadro lo avevano dissuaso. In realtà la Gioconda non fece mai parte del bottino di guerra napoleonico: fu portata in Francia dallo stesso Leonardo dove ne è attestata la presenza fra le collezioni reali già dal 1625. La Gioconda venne infatti venduta dallo stesso Leonardo per 4000 scudi d’oro al suo protettore e re di Francia, Francesco I, nel 1517.

### Il processo e la condanna

Vincenzo Peruggia durante il processo per il furto della Gioconda

Il processo si svolse il 4 e 5 giugno 1914 presso il tribunale di Firenze, di fronte alla stampa internazionale e a un pubblico favorevole a Peruggia per motivi popolari mossi da amore e affetto per il gesto quasi eroico. La pressione popolare e l'invocazione dell'infermità mentale (confermata dall'indovinello postogli dal medico psichiatra del tribunale professor Paolo Amaldi, che assunse l'incarico il 24 maggio del 1914: "Su un albero ci sono due uccelli. Se un cacciatore spara a uno di essi, quanti ne rimangono sull'albero?"; "Uno!", rispose Peruggia. "Deficiente!", tuonò il medico, in quanto la risposta alla domanda era zero (perché l'altro sarebbe scappato), sortirono comunque l'effetto di indurre la corte a concedergli le attenuanti e a comminargli una pena assai mite: un anno e quindici giorni di prigione.
Il 29 luglio la pena fu ridotta a sette mesi e otto giorni, ma appena fu emessa la sentenza Peruggia fu scarcerato. Quando uscì di prigione trovò un gruppo di studenti toscani che gli offrirono il risultato di una colletta a nome di tutti gli italiani: 4500 lire.

### Il ritorno del dipinto in Francia

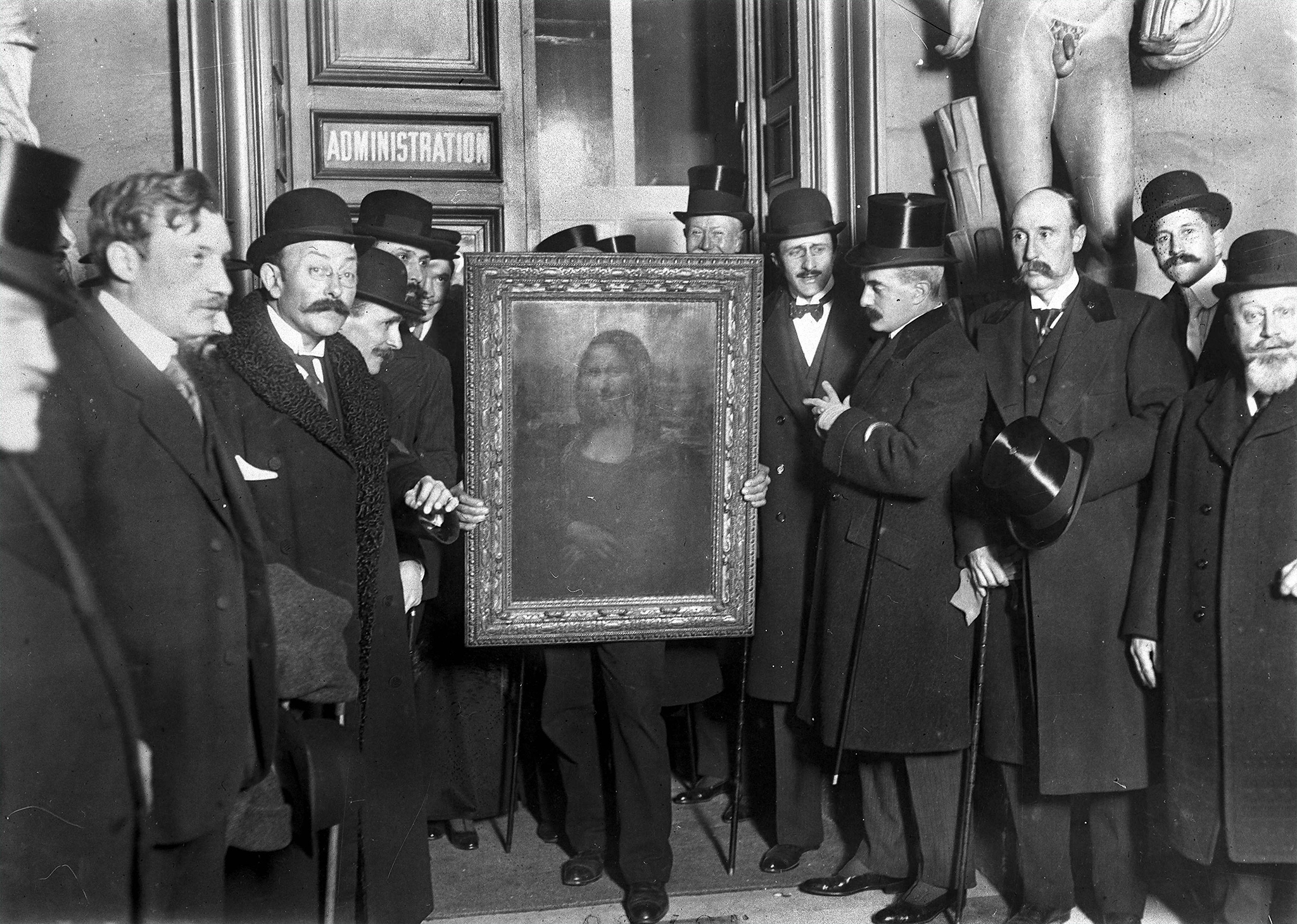
Ritorno della Gioconda al museo del Louvre il 4 gennaio 1914

L'atteggiamento delle autorità italiane venne apprezzato in Francia, poiché i due Paesi coltivavano da circa dieci anni rapporti sempre più amichevoli. Si poté così evitare che Parigi chiedesse una pena esemplare e concordare un lungo periodo di esposizione del dipinto in Italia (prima agli Uffizi a Firenze, poi all'ambasciata di Francia di Palazzo Farnese a Roma, infine alla Galleria Borghese in occasione del Natale), prima del suo definitivo rientro.
La Monna Lisa arrivò in Francia a Modane su un vagone speciale delle ferrovie italiane e fu accolta in pompa magna dalle autorità francesi, per poi giungere il 4 gennaio 1914 a Parigi dove, nel Salon Carré, l'attendevano il presidente della repubblica francese e tutto il governo. In seguito, la Gioconda venne spostata nella Salle des États, una delle sale più grandi del Louvre, dove si trova tuttora, protetta da una speciale vetrata antiproiettile.

## Influenze nei media

### Musica
- Ivan Graziani, nel 1978, scrisse la poeticissima “Monna Lisa” per raccontare la vicenda di Peruggia e del furto del Quadro.
- Le Rital degli Ianva è una canzone del 2017 ispirata a Vincenzo Peruggia e contenuta nell'album Canone Europeo.
- Parigi 1911 di Marco di Noia, canzone contenuta nell'album Leonardo Da Vinci in pop (2019), è interamente dedicata al furto della Gioconda da parte di Vincenzo Peruggia.
- I Trenincorsa, famosa formazione luinese gli ha dedicato la canzone Il ladro della Gioconda  contenuta nel disco "Barba E Capelli" del 2016.

### Cinema e televisione
- Il ratto di Monna Lisa (Der Raub der Mona Lisa), film tedesco diretto da Géza von Bolváry nel 1931.
- Il ladro della Gioconda, film italo-francese diretto da Michel Deville nel 1966.
- Il furto della Gioconda, sceneggiato Rai interpretato da Enzo Cerusico e diretto da Renato Castellani, trasmesso nel 1978.
- L'uomo che rubò la Gioconda, sceneggiato per Canale 5, diretto da Fabrizio Costa, trasmesso nel 2006, con Alessandro Preziosi nel ruolo di Peruggia.
- Lovers, Liars and Thieves, con Dustin Hoffman ed Antonio Banderas, di Jeremy Leven, in produzione nel 2009.
- The Art of the Steal, con Kurt Russel e Matt Dillon, 2013.